# 안성 운수암 석조비로자나불좌상
안성 운수암 석조비로자나불좌상(安城 雲水庵 石造毘盧舍那佛坐像)은 대한민국 경기도 안성시 양성면 방신리, 운수암에 있는 불상이다.
2006년 6월 19일 경기도의 유형문화재 제202호로 지정되었다.

## 개요
운수암 비로전에 모셔져 있는 비로자나불좌상으로, 화강암 1석으로 조성했는데 파손된 부분이 있으나 백분으로 칠하여 많이 감춰져 있다.
불상은 나발에 육계가 작으며, 회칠을 한 상호는 원만한 편이고 백호가 있다. 어깨는 당당하고 수인은 오른손이 왼손의 검지를 위에서 감싼 지권인을 취하고 있다.
법의는 통견으로 양팔을 걸쳐 무릎을 덮었고 의문은 뚜렷하며 결가부좌하고 있다. 광배를 망실하였으나 불신과 대좌는 비교적 손상 없이 보존되어 있고, 얼굴에 살이 있으며 가늘게 뜬 눈, 좁고 긴 삼각형의 코, 작은 입 등에서 통일신라말기 석불의 이목구비를 볼 수 있다. 나말여초에 제작된 이 석불은 중부지역 석불연구에 중요한 자료로서 2006년 6월 경기도 유형문화재로 지정되었다. 불신의 전체 높이는 109cm, 두고 37cm, 두폭 25cm, 어깨폭 52cm, 무릎폭 80cm이다.

## 같이 보기
- 안성 운수암

## 참고 문헌
- 안성운수암석조비로자나불좌상 - 국가유산청 국가유산포털